# Time Commando
Time Commando es un videojuego de acción-aventura con escenario en distintas épocas de la historia humana.

## Historia
En el futuro, la Confederación de Naciones intenta proseguir con una educación militar basada en la experiencia para perfeccionar a sus futuros oficiales. Para ello ha recurrido a Otega, una corporación que dispone de una tecnología llamada Time Blaster la cual permite crear mundos virtuales basándose en los principios de la física de taquiones. Dicha tecnología es capaz de crear burbujas en las que se recrean mundos de interacción física gracias a la aceleración de super-microprocesadores los cuales reconstruyen las atmósferas sobre la base de una inmensa base de datos histórica. Con este proyecto, Otega comenzó con la estructuración del Consejo de Maniobras Histórico (HTC).
En el intento de poner en marcha el sistema para el Ejército de la Federación, todos los miembros de la HTC ignoran la existencia de un saboteador perteneciente a la Sawn Corporation, quien fue rechazada por la Confederación y la pérdida les costó miles de millones. Ante esa situación deciden tomar venganza e intentan destruir a Otega desde su interior, introduciendo un virus en los sistemas para lograr su fin.
Mientras tanto, Stanley Opar, agente del Departamento de Acción Especial para la Eliminación de Virus (SAVE) planea sus tareas cotidianas, hasta que la alerta de emergencia advierte sobre una anomalía en el sistema. Al tiempo que Stanley intenta responder, una burbuja de luz comienza a engullir los procesadores y la propia unidad de procesamiento central del Time Blaster. Ya encontrándose Stanley en la sala del desastre, se presenta frente a la gigantesca esfera luminosa, que al intentar examinarla, es absorbido por la misma y empieza su caída a un negro vacío.
Finalmente despierta aturdido en lo que parece ser una era prehistórica, en donde deberá luchar para sobrevivir a las dificultades y poder salvar su entorno.

## Niveles
Cada nivel encarna la atmósfera de una época y lugar determinado. La épocas con 2 niveles cada 1 por las que se transcurren en el juego son:
- Prehistoria
- Imperio romano: Imperio romano
- Japón feudal: Edad Media de la Historia de Japón
- Era Medieval: Edad Media
- Conquistadores: Conquista de América
- Viejo Oeste: Viejo oeste
- Guerras modernas: Primera Guerra Mundial y Tercera Guerra Mundial (?)
- Futuro: Futuro
- Más allá del tiempo: Virus
- nivel de boxeo: en passwords pone "Commando" como contraseña

En el transcurso de cada uno de ellos puede apreciarse a personajes que intentarán complicar el cumplimiento de los objetivos por parte del jugador, por lo que se dependerá de los armamentos disponibles para acabar con ellos.
Los personajes cuentan con características y armamentos que los hacen únicos, por lo que el jugador deberá recurrir a un modo diferente para aniquilar a cada uno de ellos. Para agregar acción al juego, cada escenario cuenta con un enemigo final el cual puede presentar mayores dificultades que en relación con el resto.

## Final del juego
Luego de haber destruido el virus, Stanley vuelve al mundo real y la burbuja de luz desaparece. Luego observa como el saboteador es arrestado y Stanley apaga los sistemas diciendo "Este virus es historia" ("That virus is history").

## Objetos
Los objetos que se hallan a lo largo de trayecto son:
- Memoria sana (chips azules): Circuitos de memoria que no han sido infectados por el virus. Debe recogerse la mayor cantidad posible. en total llega a 99 chips azules
- Terminal de carga de memoria (semiesfera de plasma azul y base amarilla): Por medio de este dispositivo se cargarán las memorias sanas al sistema impidiendo así el avance del virus al sistema principal. también puede guardar la partida en cualquier dificultad
- Puntos de vida (cubos amarillos): Permite recuperar energía en las pilas de forma parcial.
- Puntos de vida (chips rojos): Permite recuperar el equivalente en energía a una pila completa.
- Pila de energía (pila dorada): Añade una pila a las ya disponibles, permitiendo tener más capacidad de energía. almacena 4 pilas en nuestra barra de energía
- Vida extra (triángulos): Añade una vida extra a las ya disponibles; sin embargo, elimina una pila de energía cuando se pierde una de estas. puede almacenar 3 vidas extra

## Armamento
El armamento depende de la faceta histórica por la que estemos transcurriendo. Los tipos de armas disponibles por nivel son seis, teniendo en cuenta que en cada uno de ellos se tendrá por defecto el estilo de artes marciales. Con lo que respecta al resto de las armas, estas se presentarán escondidas o a disposición de un enemigo a lo largo del nivel, pudiendo arrebatarlas de nuestros adversarios. Tras finalizar el nivel y proceder al siguiente, el inventario de armas del jugador se vaciará otorgando cupos para las nuevas armas.
Entre los utensilios disponibles pueden encontrarse piedras, garrotes, lanzas, espadas, ballestas, hachas, pistolas, fusiles, escopetas, explosivos, granadas, bazookas y armas del futuro como láseres y lanzacohetes.

## Desarrollo y plataformas
La primera versión de este juego salió a la venta en 1996 y fue destinada a PC (solo con soporte para DOS y Microsoft Windows). Dicha versión fue el producto del trabajo en conjunto de la empresa Adeline Software International y tuvo la distribución de Electronic Arts en Europa y Activision en América. Más tarde, versiones del mismo videojuego salieron para PlayStation y Sega Saturn (solo en Japón).

## Música (banda sonora)
La música de juego pertenece al compositor francés Philippe Vachey.

El CD de la versión para PC contiene dos pistas de audio con los temas principales:
- Pista 1 - "Time Commando"
- Pista 2 - "Rush"